# Tipì

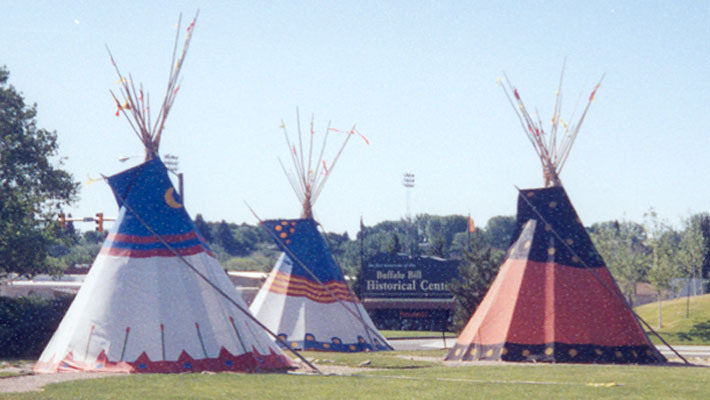
Tipi all'esterno del The Buffalo Bill Historical Center (Cody, Wyoming)

Un tipi o tipì (anche indicato in inglese come teepee o tepee) è una tenda che era fatta con pelli, corteccia di betulla  o teli, utilizzata dai nativi americani delle Grandi Pianure del nord degli Stati Uniti d'America.
La parola tipi è entrata nell'inglese dalla lingua lakota. La parola thíṗi consiste di due elementi: il verbo thí, che significa "abitare", e l'enclitico plurale (un suffisso che marca il soggetto del verbo come plurale) ṗi, che vuol dire "essi abitano". In Lakota, i verbi formali possono essere usati come sostantivi e questo è appunto il caso di thíṗi, che in pratica vuol dire proprio "abitazione".
Il termine "wigwam" è talora usato in modo non appropriato per riferirsi alle abitazioni di questo tipo. Si riferisce in realtà alle abitazioni a forma di capanna, pure realizzate con pali e pelli, da parte di altre popolazioni primitive, tra cui anche i nativi del nord-est americano.

## Descrizione

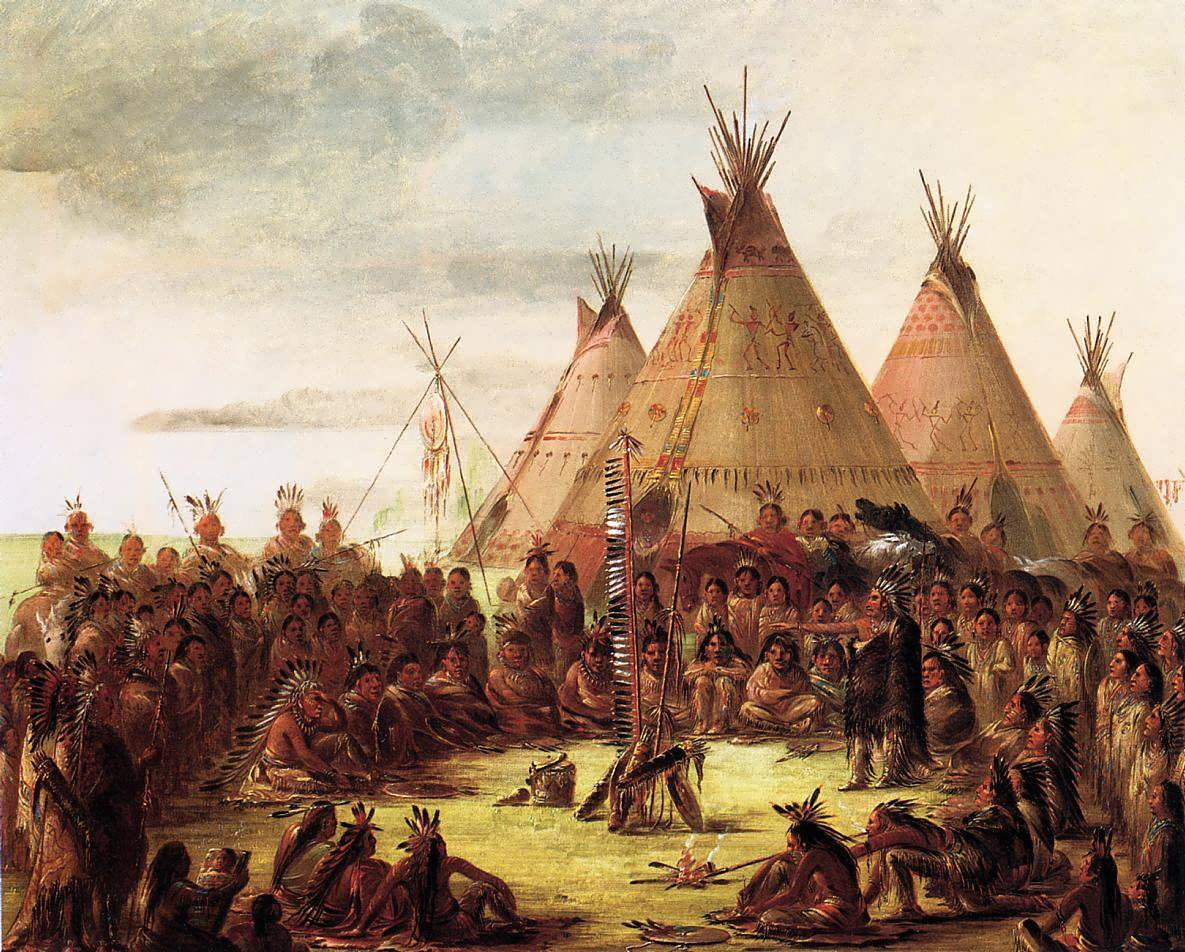
Tipi dipinti dall'etnologo George Catlin.

L'abitazione era resistente e forniva un ambiente tiepido e confortevole ai suoi occupanti anche durante gli inverni più rigidi, era impermeabile anche sotto le piogge più battenti e fresca anche al culmine delle calure estive. Era trasportabile - fattore importante dal momento che la maggior parte delle tribù era nomade - e poteva essere smontata ed era imballabile rapidamente quando una tribù decideva di mettersi in movimento, così come era possibile tornare a tirarla su rapidamente quando una tribù decideva di insediarsi in un'area.
Oggigiorno di norma la copertura è di tela e vengono utilizzati da famiglie di nativi che assistono a feste e celebrazioni (Powwow) o che erigono accampamenti in cui si trasmettono alle generazioni più giovani le tradizioni.

### Elementi
I tipi consistono di tre elementi: un insieme di pali, il numero varia a seconda della dimensione del tepee (11 per un tipì da 3-4 metri, 14 per un tipì da 5 metri...), una tela o una copertura di pelli, lining (rivestimento interno chiamato anche la tela della rugiada). Corda e picchetti sono necessari per legare i pali ed ancorare la copertura. I tipi si distinguono dalle altre tende per due innovazioni determinanti: l'apertura superiore delle falde per il fumo, che permettono all'abitante di cuocere e riscaldarsi con un fuoco acceso, e la copertura versatile, che consente un solido ma controllato sistema di circolazione dell'aria fresca e di smaltimento dei fumi con qualsiasi tempo. I tipi sono concepiti per essere agevolmente montati e smontati in funzione degli spostamenti, specialmente per inseguire le mandrie di bisonti. I lunghi pali potevano essere impiegati per costruire una treggia trainata da cani e più tardi da cavalli.